# IMSAI 8080
Az IMSAI 8080 egy 1975 végén megjelent korai mikroszámítógép, az azonos nevű cég gyártmánya. A gép az Intel 8080-as, később 8085-ös processzorán alapult és S-100-as sínnel rendelkezett. Korábban megjelent konkurensének, az MITS Altair 8800-nak a klónja volt. Az IMSAI gépet tartják az első „klón” számítógépnek / számítógépklónnak. Az IMSAI gép a CP/M operációs rendszer egy nagymértékben módosított, IMDOS nevű változatát futtatta. Fejlesztette, gyártotta és forgalmazta az IMS Associates, Inc., amely egy névváltoztatás után az IMSAI Manufacturing Corp nevet vette fel. 1975-től 1978-ig összesen körülbelül 17 000–20 000 példányt gyártottak belőle.

## Történet
1972 májusában William Millard egyéni vállalkozásokba kezdett IMS Associates (IMS) néven a számítástechnikai tanácsadó és mérnöki területeken, a lakását használva irodának. 1973-ban Millard megalapította az IMS Associates, Inc. nevű céget. Millard nemsokára tőkét szerzett a vállalkozásához, és több megrendelést is kapott, mindet szoftverekre.
1974-ben az IMS kapcsolatba lépett egy ügyféllel, ami egy „munkaállomás-rendszert” keresett, amely el tudja látni a General Motors újautó-kereskedésekben fellépő bármelyik feladatot. Az IMS megtervezett egy rendszert, amely magában foglalt egy terminált, egy kis számítógépet, nyomtatót és a speciális szoftvert. Öt ilyen munkaállomás közösen csatlakozott egy merevlemezhez, amelyet egy kis számítógép vezérelt. Végül a termék fejlesztését leállították.
Millard és főmérnöke, Joe Killian a mikroprocesszorok felé fordultak.
Az Intel ekkoriban mutatta be a 8080-as integrált áramkört, amely, az IMS Associates által a kezdeti időkben alkalmazott Intel 4004-essel ellentétben, már sokkal inkább hasonlított egy valódi számítógépre, lévén egy teljes értékű 8 bites mikroprocesszor. Az új processzort felhasználva belevágtak az IMSAI 8080 számítógép teljes körű fejlesztésébe, felhasználva a már létező Altair 8800-as S-100-as sínt, és 1975 októberében közzétettek egy hirdetést a Popular Electronics elektronikai hobbimagazinban, amelyre pozitív reakciókat kaptak.

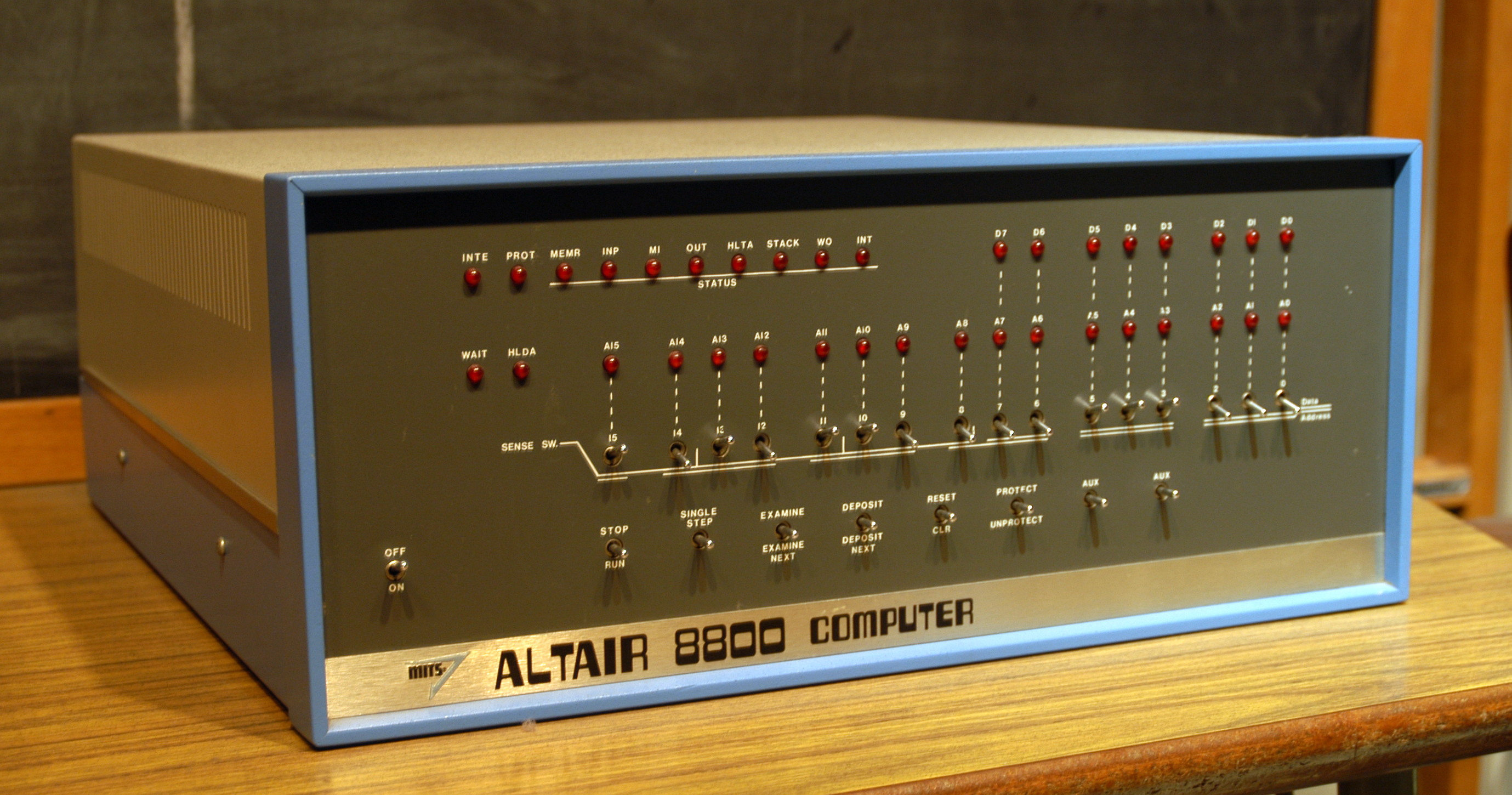
Altair 8800
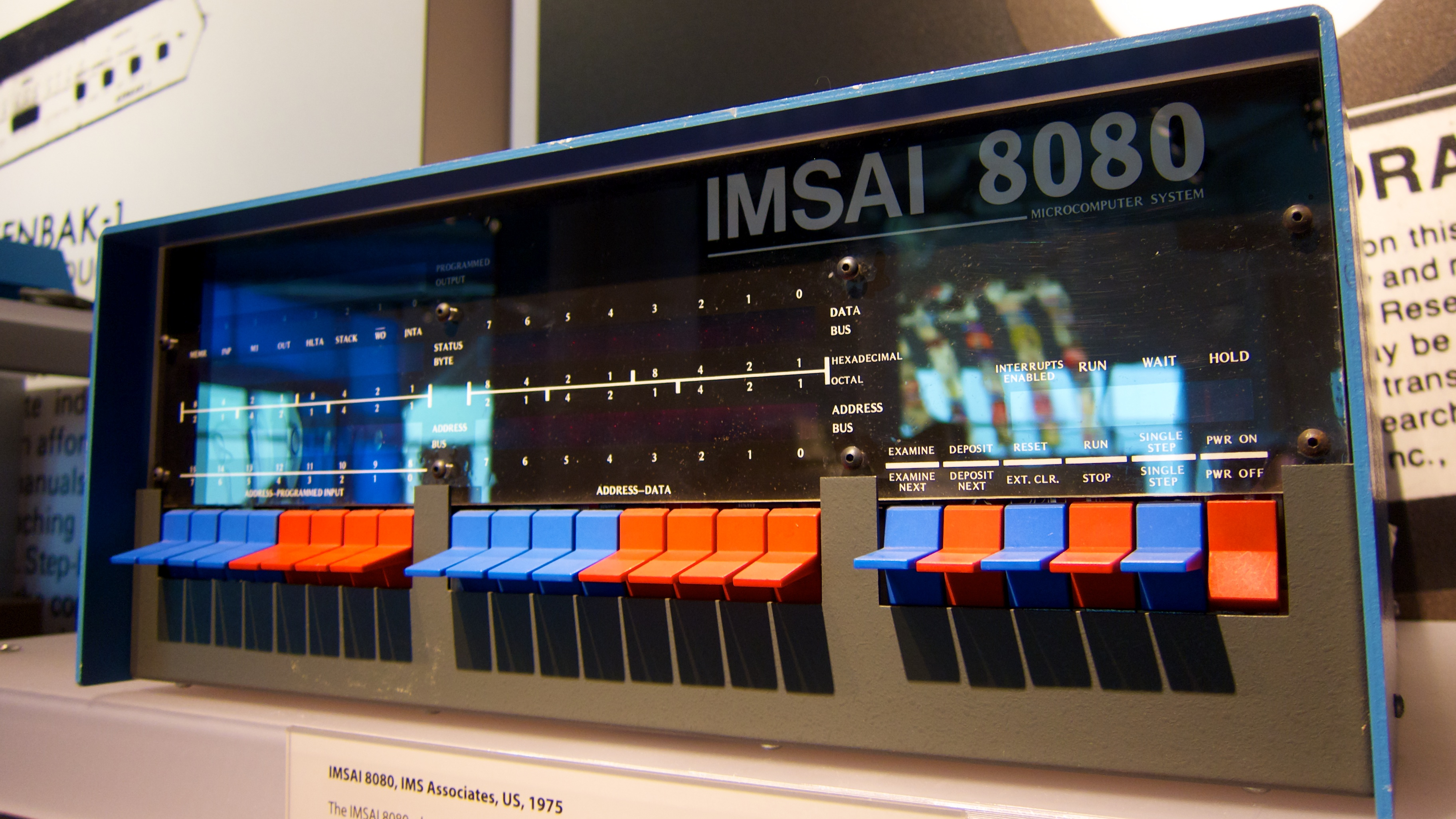
IMSAI 8080 – feltűnőek a vezérlőpanel színes kapcsolói

Az IMS 1975. december 16-án kezdte szállítani az első IMSAI 8080 készleteket, a teljesen összeszerelt egységeket csak később kezdték forgalmazni. 1976-ban az IMS-t átnevezték IMSAI Manufacturing Corporation névre, mivel a cég ekkor már inkább gyártással foglalkozott, mint tanácsadással.
1977-ben az IMSAI marketingigazgatója, Seymour I. Rubinstein 25 000 dollárt fizetett Gary Kildallnak a jogért, hogy a CP/M 1.3-as verzióját szállíthassák a gépekkel. Ebből a verzióból fejlődött ki később az az IMSAI 8080 számítógépek IMDOS operációs rendszere. Ezt az eljárást más gyártók is követték, és végül a CP/M vált 8 bites operációs rendszerek „de facto” szabványává.
1979 októberében az IMSAI corporation csődbe ment. Az 'IMSAI' védjegyet Thomas "Todd" Fischer és Nancy Freitas vásárolta meg (az IMS Associates volt alkalmazottai), akik folytatták az IMSAI számítógépek gyártását, a Fischer-Freitas Co. cég egyik üzemágában. A korai IMSAI rendszerek támogatása a mai napig fennáll (2013 júniusában).

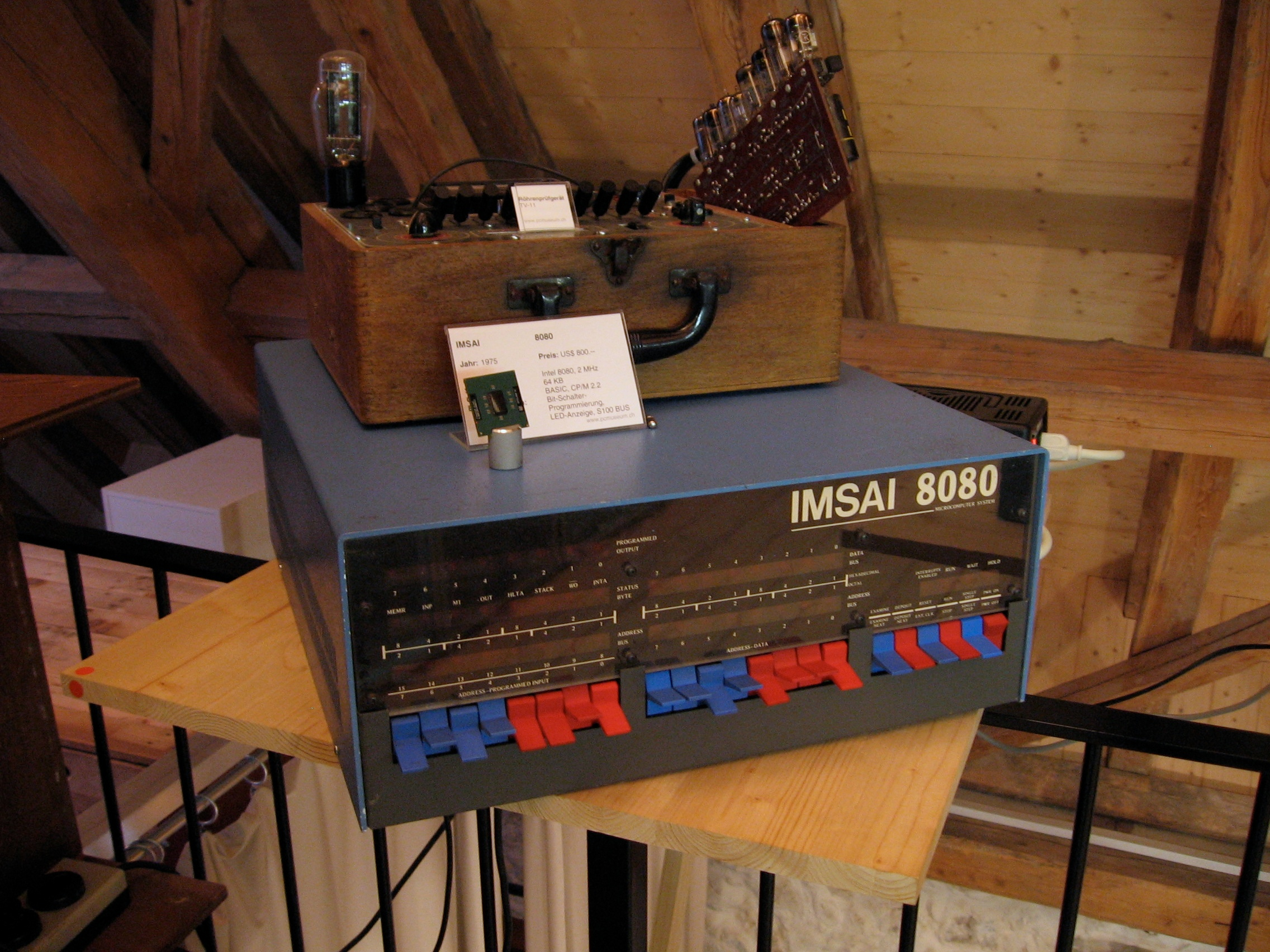
IMSAI 8080

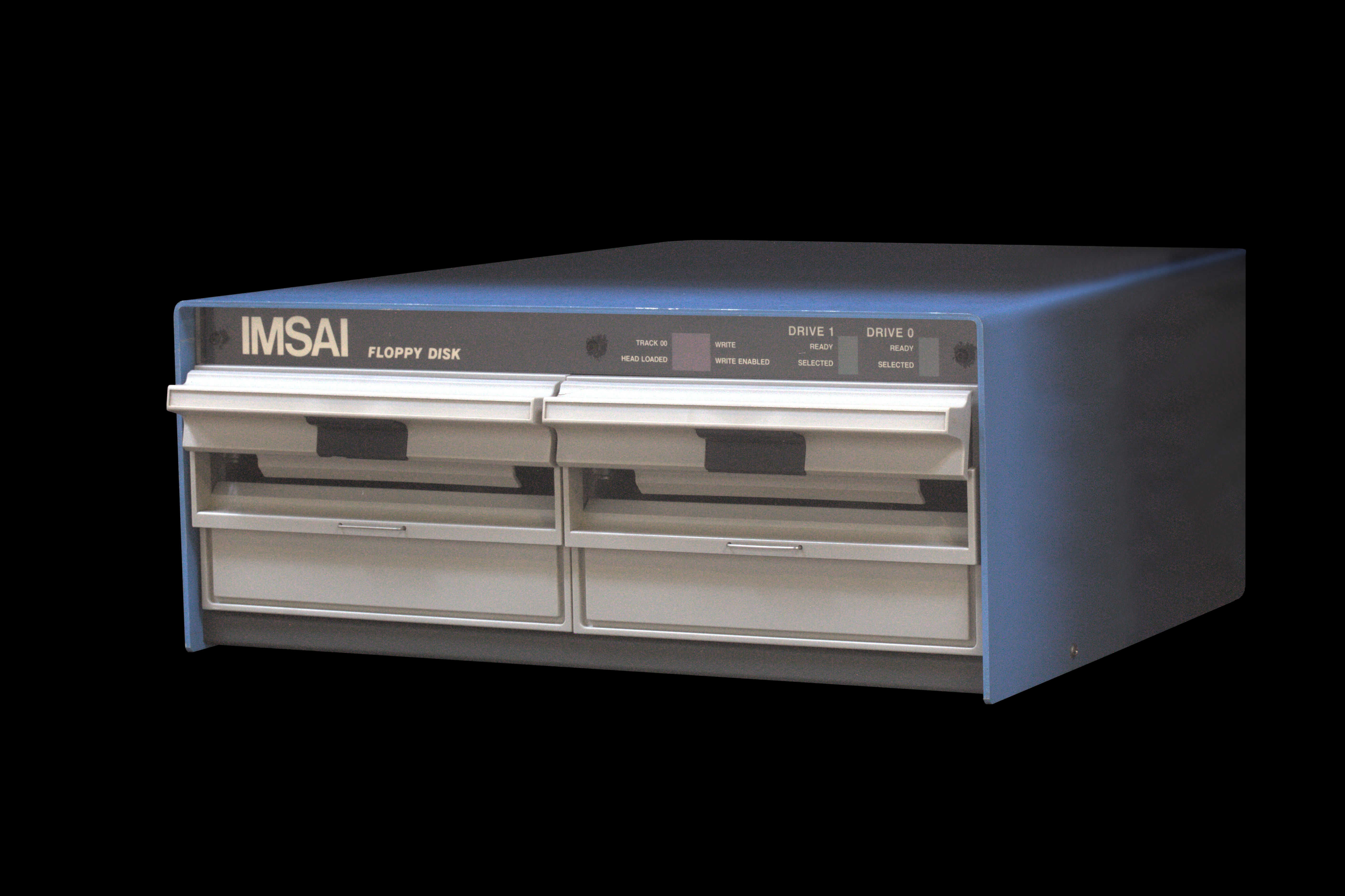
Floppylemez-egység

## IMSAI Series Two
Az IMSAI Series Two – IMSAI Kettes Sorozat – egy személyi számítógép, amely a modern hardvereszközöket kombinálja az eredeti IMSAI 8080-as hardverrel és számítógépházzal, az eredetivel megegyező, LED-ekkel és kapcsolókkal ellátott előlappal együtt. A Series Two USB és Ethernet támogatással rendelkezik, Howard Harte (Harte Technologies LLC.) és Thomas Fischer (Fischer-Freitas Company) közös fejlesztésének eredménye. Ez a termék semmiféle kapcsolatban nem áll az eredeti IMS Associates, Inc. (később IMSAI Manufacturing Corporation) céggel.
Az IMSAI Series Two számos bővítési lehetőséggel rendelkezik, ilyen pl. a Mini Drive bővítőhely a külső meghajtók számára.

## Felhasználása
Az IMSAI 8080 gépet a következő célokra használták:
- Kisvállalati adatfeldolgozási alkalmazások
- Adatátviteli és adatbeviteli rendszerek
- Tudományos alkalmazások
- Számítógép-tudomány oktatása és fejlesztés
- Banki és biztosítási alkalmazások
- Katonai és általános kormányzati alkalmazások
- Személyi számítógéprendszerek

## Az IMSAI a népszerű kultúrában
Az 1983-as Háborús játékok (WarGames) című filmben a főszereplő hacker két legfontosabb eszköze egy IMSAI 8080 gép és egy akusztikus csatoló típusú modem.
Egy IMSAI 8080 szintén látható kellék szerepében, egy közel 13 perces irodai jelenetben, Sidney Lumet 2007-es Mielőtt az ördög rádtalál (Before the Devil Knows You're Dead) című thrillerében.

## További olvasmányok
- THE HISTORY OF IMSAI: The Path to Excellence, 1978
- Jonathan Littman, Once Upon a Time in Computerland: The amazing Billion Dollar tale of Bill Millard's Computerland empire, 1987, ISBN 0-671-70218-1

## Fordítás
Ez a szócikk részben vagy egészben  az   IMSAI 8080 című angol Wikipédia-szócikk ezen változatának fordításán alapul.  Az eredeti cikk szerkesztőit annak laptörténete sorolja fel. Ez a jelzés csupán a megfogalmazás eredetét és a szerzői jogokat jelzi, nem szolgál a cikkben szereplő információk forrásmegjelöléseként.